# Epicharitus leucosemus
Genre
Espèce
Epicharitus leucosemus, unique représentant du genre Epicharitus, est une espèce d'araignées aranéomorphes de la famille des Gnaphosidae.

## Distribution
Cette espèce est endémique du Queensland en Australie. Elle a été découverte à Gordonvale.

## Description
La carapace de la femelle holotype mesure 2,3 mm sur 1,3 mm et son abdomen 2,6 mm sur 1,3 mm.

## Publication originale
- Rainbow, 1916 : Arachnida from northern Queensland. Part I. Records of the Australian Museum, vol. 11, p. 33-64 (texte intégral).